# Ivan Rieder
Ivan Rieder, né le 3 décembre 1976 à Thoune, est un ancien spécialiste suisse du combiné nordique.

## Palmarès

### Jeux olympiques
| Épreuve / Édition | Épreuve / Édition | Salt Lake City 2002 | Turin 2006 |
| Individuel        | Gundersen         | 42e                 | 27e        |
| Individuel        | Sprint            |                     | 36e        |
| Par équipes       | Par équipes       | 7e                  | 4e         |

### Championnats du monde
| Épreuve / Édition | Épreuve / Édition | Ramsau 1999 | Lahti 2001 | Oberstdorf 2005 | Sapporo 2007 |
| Individuel        | Gundersen         |             | 38e        | 31e             | 43e          |
| Individuel        | Sprint            |             | 41e        | 38e             | 30e          |
| Par équipes       | Par équipes       | 9e          | 10e        | 6e              | 5e           |

### Coupe du monde
- Meilleur classement général : 26e en 2004.
- Meilleur résultat individuel : 5e.